# Ord & Visor förlag
Ord & Visor är ett bokförlag i Skellefteå. Förlaget grundades 1992 av författarna Göran Lundin och Göran Burén.
Ord & visors utgivning fokuserar på norrländska författare och personligheter, bland vilka kan nämnas:
- Linnéa Fjällstedt [2]
- Folke Grubbström [3]
- Bengt Ingelstam [4]
- Kurt Salomonson [5]
- Ann-Marie Wikander [6]